# Gabriela Flores
Gabriela Flores Rosario (Argentina)|Rosario es una actriz argentina de teatro, cine y televisión residente en España desde principios de la década de los 90.

## Biografía
Nace en la ciudad argentina de Rosario. Realizó estudios de interpretación en la Escuela Carlos Gandolfo de Buenos Aires, ciudad en la que comienza su andadura por los teatros de Buenos Aires. En 1986 interpreta a Mecha en la película Perros de la noche  dirigida por Teo Kofman, una película de denuncia sobre la realidad argentina y la marginación que le reportará varios premios.
Se traslada a España para completar su formación como actriz realizando seminarios de interpretación en Barcelona con Carol Rosenfelt, Dominic de Fazio, Albert Boadella, James de Paul, Konrad Zchiedirch, Bob Mc Andrew y Monica Pagneaux.
En 1992 interviene en las primeras producciones teatrales en España, en el Teatro María Guerrero de Madrid y el Teatre Lliure de Barcelona donde continuará su tarea como actriz en numerosas producciones.

## Teatro
- La madre de Frankenstein de Almudena Grandes. Dirección: Carme Portaceli. CDN - TNC 2023/4.
- Las Asambleístas / Las que Tropiezan de José Troncoso. Dirección: José Troncoso. Festival Internacional de Teatro Clásico de Mérida 2023.
- Hombre por necesidad de Manfred Karge. Dirección: Eva Redondo. Teatro del Barrio 2023.
- La casa de los espíritus de Isabel Allende. Dirección: Carme Portaceli.Teatro Español/Grec 2021.
- No passa cada dia que algú ens necessiti (de fet no és gens habitual que algú ens necessiti) de Albert Boronat. Dirección: Carmen Portaceli. Grec 2020 Festival de Barcelona, 2020.
- Mrs. Dalloway de Virginia Woolf. Dirección: Carme Portaceli. Teatro Español 2019.
- El retrato de la Sibila de Vanesa Sotelo. Dirección: Judith Pujol. Lectura dramatizada 2017.
- Mazen de Almudena Rodríguez-Pantanella. Dirección: Carlota Ferrer. Teatro Español 2017.
- Troyanas de Eurípides/Alberto Conejero. Dirección: Carme Portaceli. Festival Mérida/Teatro Español 2017.
- Jane Eyre de C. Brontë. Dirección: Carme Portaceli. Teatre Lliure 2017.
- Esplendor de A Morgan. Dirección: Carme Portaceli. Festival Grec 2016.
- La Rosa Tatuada de T. Williams. Dirección: Carme Portaceli. CDN 2016.
- Krum de Hanoch Levin. Dirección: Carme Portaceli. Grec Festival de Barcelona 2014 y Teatre Lliure.[4]
- Las dos bandoleras de Lope de Vega. Dirección: Carme Portaceli. 2014 Compañía Nacional de Teatro Clásico.[5]
- TV & Miseria de la II Transición de Albert Boronat. Dirección: Carme Portaceli. 2013 Grec Festival de Barcelona.
- Nadie verá este vídeo de M. Crimp. Dirección: Carme Portaceli. Teatre Mercado de las Flores. Grec 2012. Centro Dramático Nacional. Madrid 2012.
- Los bajos fondos de Máximo Gorki. Dirección: Carme Portaceli. TNC. Barcelona 2012.[6]
- Nuestra clase de T. Slobodzianek. Dirección: Carme Portaceli. Grec 2011. Teatre Lliure de Gràcia. Barcelona. 2011. Teatro Fernán Gómez. Madrid 2012.
- Cuento de invierno de William Shakespeare. Dirección: Carme Portaceli. Temporada Alta. Girona 2010 y Teatre Romea. Barcelona 2011.
- Prometeo de Esquilo-Heiner Müller. Dirección: Carme Portaceli. Grec 2010-Festival de Barcelona - CDN. Teatre Grec. Barcelona 2010. Festival de Teatro Clásico de Mérida 2010.
- L’auca del senyor Esteve de S. Rusiñol. Dirección: Carme Portaceli. T.N.C. Barcelona 2010.
- Te doy mis ojos de Iciar Bollaín y Alicia Luna. Dirección: Carme Portaceli. Teatro Dramático de Hanói. Vietnam 2009.
- Ricardo II. W. Shakespeare. Dirección: Carme Portaceli. Nau Ivanow. Barcelona 2009.
- Qué pasó con Nora cuando dejó a su marido de Elfriede Jelinek. Dirección: Carme Portaceli. TNC. Barcelona 2008.
- Fairy de C. Portaceli/T. Martin. Dirección: Carme Portaceli. Nau Ivanow. Barcelona 2007.
- Zena bomba. Ivana Sajko. Dirección: Carme Portaceli. Valencia 2006.
- L’agressor de T. Jonigk. Dirección: Carme Portaceli. Nau Ivanow. Barcelona 2006.
- La pell en flames de G. Clúa. Dirección: Carme Portaceli. Festival Grec. Barcelona 2005.
- Lear de E. Bond. Dirección: Carme Portaceli. Festival Grec y temporada. Teatre Lliure Barcelona 2003.
- Los hijos de Kennedy de R. Patrick. Dirección: Josep Costa. Versus Teatro. Barcelona 2003.
- El retorn al desert de B. M. Koltés. Dirección: Carme Portaceli. Teatre Lliure. Barcelona 2003.
- Sallinger de B. M. Koltés. Dirección: Carme Portaceli. Mercado de las Flores. Barcelona 2002.
- Ball trampa de X. Duranger. Dirección: Carme Portaceli. Teatre Nou Tantarantana. Barcelona 2001.
- Per menjarse-se l'ànima de Rainer Werner Fassbinder. Dirección: Carme Portaceli. Nou Tantarantana. Barcelona 2000.
- Contra l’oblit de E. Corman y Catherine Anne. Dir: Konrad Zchiedrich, Antonio Simón, C. Porataceli. Teatre Nou Tantarantana. Barcelona 1999.
- Reventado de S. Kane. Dirección: Rafel Durán. Sala Beckett. Barcelona 1997.
- El triunfo del amor de Marivaux. Dirección: Carme Portaceli. Mercado de las Flores. Barcelonam1995.
- El barret de cascavells de Luigi Pirandello. Dirección: Lluís Homar. Teatre Lliure. Barcelona 1994
- Les alegres casades de Windsor de William Shakespeare. Dirección: Carme Portaceli. Festival Grec. Barcelona 1994.
- Muelle oeste de B. M. Koltés. Dirección: Carme Portaceli. Festival de Otoño. Madrid 1993.
- El parc de Botho Strauss. Dirección: Carme Portaceli. Teatre Lliure. Barcelona 1992.
- Los gastos de A. G. Arcos. Dirección: Carme Portaceli. Teatro Maria Guerrero. Madrid 1992.
- Yepeto de R. Cosa. Dirección: Omar Graso. Buenos Aires 1989.

## Cine
- Darse cuenta. Película. Dirección: Alejandro Doria. Buenos Aires 1984
- Pasajeros de una pesadilla Película. Dirección: Fernando Ayala. Buenos Aires 1984
- Perros de la noche como Mecha. Película. Dirección: Teo Kofman. Buenos Aires 1986
- Made in Argentina. Película. Dirección: Juan José Jusid. Buenos Aires 1987
- Molinos de viento. Película. Dirección: Tristán Bauer. Buenos Aires 1990
- Cucarachas. Película. Dirección: Toni Mora. Barcelona 1992
- Cuenta atrás Película. Dirección: Pedro Uris. Valencia 1992
- El poeta en la calle. Documental. Dirección: Rosa Vergés. Barcelona 1995
- Le loup. Película. Dirección: Alain Schwarstein. Francia 1999
- Las hijas de Mohamed. TV Movie. Dirección: Sílvia Munt. In Vitro. Barcelona 2003
- Mirant el cel. Película. Dirección: Jesús Garay. Massa D’or. Barcelona 2007
- Il papa della gente. Película. Dirección: Daniele Luchetti. Taodeu Film. Itália 2015
- El buen patrón como Genoveva. Película. Dirección: Fernando León de Aranoa. España 2021[7]

## Televisión y Cortometrajes
- Paraiso. Dirección:Fernando González Mollina. Movistar+; Globomedia. 2021.
- Express. Dirección: Gabe Ibánez; Iñaki Peñafiel. Iván Escobar. The Mediapro Studio. 2020.
- La Valla. Dirección: Oriol Ferrer. Daniel Écija. Atresmedia. 2019.[8]
- Vida Privada. Dirección: Sílvia Munt. TV3. 2017.
- Cuéntame cómo pasó. Dirección: Antonio Cano. RTVE. 2015.
- Vent del Pla. Dirección: Lluís Maria Güell. TV3. 2005
- Hospital Central. Tele 5. 2005.
- Comisario. Antena 3. 2004.
- Laberint d'ombres. TV3. 1999.
- Nissaga de poder. TV3. 1999.
- Caravalho. Dirección E. Urbizu. Tele 5. 1998.
- Vidas Cruzadas. Dirección: Sònia Sánchez. TV3. 1996/97.
- Médico de Familia. Dirección: D. Écija. Tele 5. 1995.
- Locos por la tele. Dirección: Lluís Maria Güell. TV1. 1990.
- Eco. Dirección: Alejandro Mira. Barcelona. 2015.
- Tornem-hi. Dirección: Ferran Carvajal. Barcelona 2012.
- El niño que vio a Dios. Dirección: Ferran Masamunt. Barcelona 2006.
- La mujer y el mar. Dirección: Eva Romagosa. Barcelona 2004.
- La última página. Dirección: Beatriz Cisnero. Barcelona 2003.
- La mala vida. Dirección: Lidia Titos. Barcelona 2003.
- L’escampavies. Dirección: Marc Recha. Barcelona 1997.

## Premios y reconocimientos
- Mejor actriz Festival de San Carlos de Bariloche. Película ''Perros de la noche'' 1990.
- Premio Coca Cola a la Mejor actriz. Película ''Perros de la noche'' 1990.
- Mejor interpretación del Festival de Cine de Gerona. Cortometraje ''Tornem-hi''. 2013.